# Milan Kotur
Milan Kotur, né le 15 avril 1986, est un athlète croate spécialiste du 400 mètres haies. 

## Palmarès
| Date | Compétition                   | Lieu     | Résultat | Temps   |
| ---- | ----------------------------- | -------- | -------- | ------- |
| 2005 | Championnats d'Europe juniors | Kaunas   | 1er      | 50 s 15 |
| 2007 | Championnats d'Europe espoirs | Debrecen | 3e       | 50 s 14 |
| 2014 | Championnats des Balkans      | Pitești  | 3e       | 51 s 87 |

### Records
| Épreuve          | Performance | Lieu     | Date            |
| ---------------- | ----------- | -------- | --------------- |
| 400 mètres haies | 50 s 14     | Debrecen | 14 juillet 2007 |